# ロシオ広場

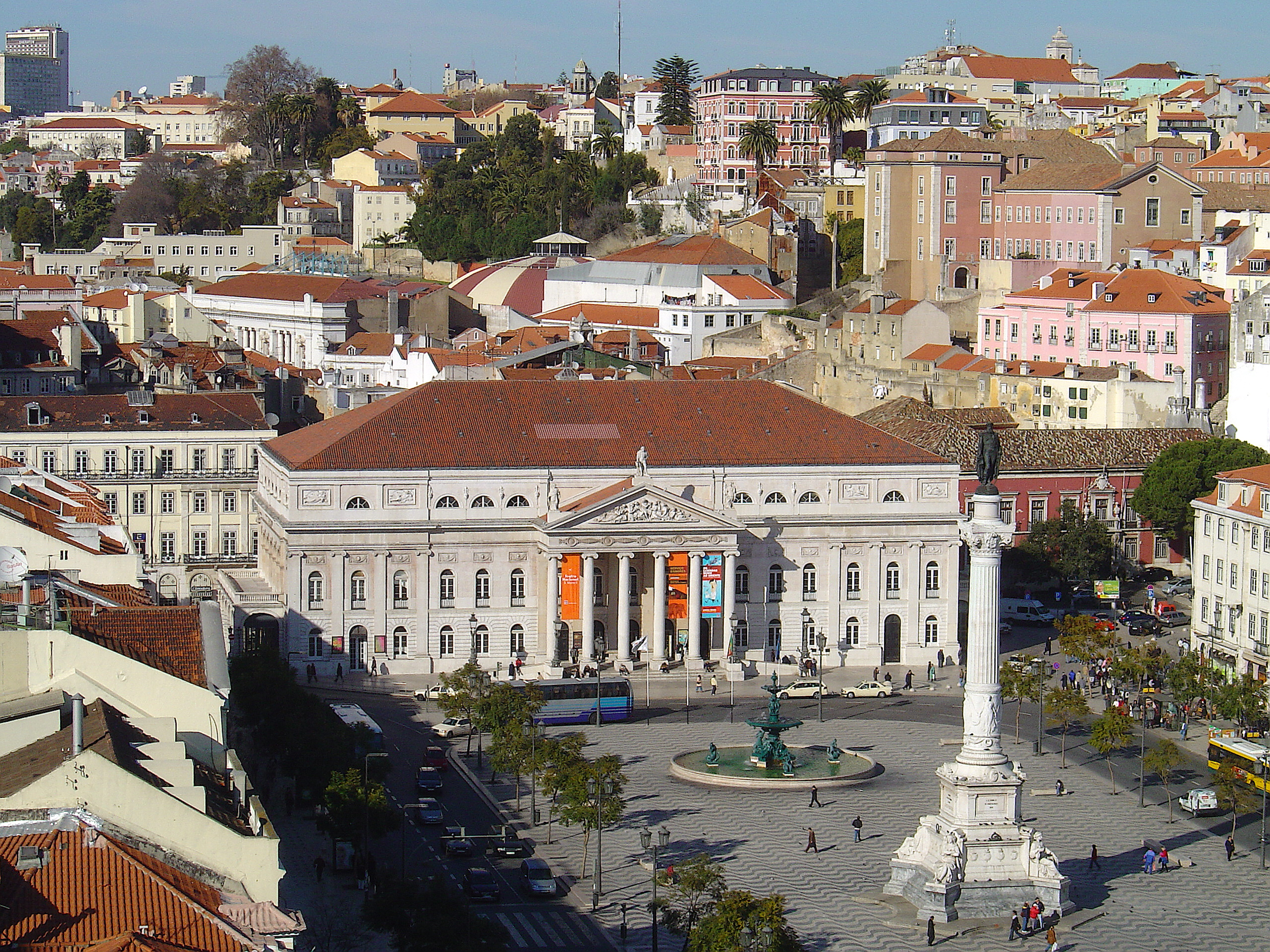
ロシオ広場の眺め。マリア2世国立劇場とペドロ4世像が立つ

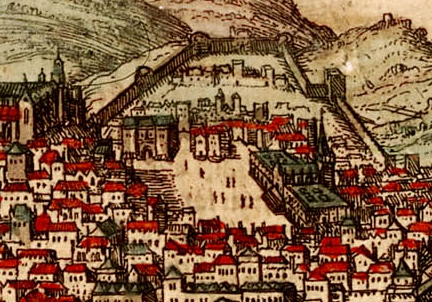
ロシオ広場を描いた16世紀の地図。広場上左にエスタウス宮殿、右に広大なレアル・デ・トードス・オス・サントス病院。市の城壁と丘の上のカルモ修道院が確認できる

ロシオ広場（ロシオひろば、Praça de Rossio）は、ポルトガル・リスボンにある広場。通称ペドロ4世広場（Praça de D. Pedro IV）の名前が広く知られている。バイシャ・ポンバリーナ地区にあり、中世からの歴史を持つ。かつては民衆の反乱や祝祭、闘牛、公開処刑が行われた。現在は、リスボン市民や観光客の好んで指定する待ち合い場所となっている。
広場の通称は、ポルトガル王ペドロ4世であり、のちブラジル初代皇帝となったペドロ1世にちなんでいる。

## 歴史

### 発祥
サン・ジョルジェ城から麓へリスボンの人口が拡大した13世紀から14世紀にかけ、ロシオは重要な場所となった。「ロシオ」とは、古ポルトガル語で「所有者のいない草原」という意味である。
1450年頃、エスタウス宮殿が迎賓館としてロシオ広場の北に建てられた。異端審問がポルトガルで拡大すると、エスタウス宮は宗教裁判所となり、ロシオは公開処刑の場所となった。
1492年、ジョアン2世は、リスボン旧市街で重要な公共施設の一つレアル・デ・トードス・オス・サントス病院の建設を命じた。マヌエル1世治下の1504年に病院は完成し、広場の東側ほとんどを占めた。古い絵画では病院の横長の建物とファサードが確認できる。病院内の礼拝堂の入り口はロシオ広場に面し、壮麗なマニエリスムのファサードを持っていた。
広場の北東部分近くに、18世紀初頭の赤いファサードを持つ、アルマダス宮殿に接したサン・ドミンゴ広場があった。1640年には、このアルマダス宮殿はスペイン支配に抵抗するポルトガル貴族らのたまり場で、彼らがポルトガル再独立を導いた。このために宮殿は通称で独立宮殿と呼ばれた。
13世紀、ロシオ広場にドミニコ会派の修道院と付属の教会が建てられた。建物は1755年のリスボン地震で破壊され、バロック様式で建て直された。ファサードが小さなサン・ドミンゴ広場に面する。

### リスボン大地震と復興
1755年のリスボン大地震後、バイシャ・ポンバリーナの再建と同時にロシオ広場のほとんどの建物が建て直された。レアル・デ・トードス・オス・サントス病院を含むほとんどの建物が崩壊したのである。独立宮殿のみが、破滅的な地震から生き残った。ロシオ広場の再建は、18世紀半ばに建築家エウジェニオ・ドス・サントスとカルルシュ・マルデルの手で、典型的なポンバル様式にする責任が果たされた。
ポンバルの再建はバンデイラ・アーチから始まった（広場南側にある、バロック様式の切妻と、ロシオ広場とサパテイロス通りを結ぶ大きなアーチを持つ建物）。2本の真っ直ぐなアウレア通りとアウグスタ通りにより、ロシオ広場はコメルシオ広場とつながった。 
1836年の大火の後、古い異端審問の宮殿は崩壊した。作家アルメイダ・ガレットの功を評し、宮殿跡地に劇場が建てられた。1840年代、イタリア人建築家フォルトゥナート・ローディの設計でネオクラシカル様式のマリア2世国立劇場が建てられた。劇場の切妻に、ポルトガル・ルネサンス期の劇作家ジル・ヴィセンテの像が建つ。皮肉なことに、ヴィセンテの劇作のいくつかは16世紀の異端審問を背景に書かれている。
19世紀、ロシオ広場は典型的なポルトガル風モザイクの石畳が施され、フランスから輸入されたブロンズ製の噴水で飾られた。ペドロ4世像の立つ円柱が据えられたのは1874年である。この時、広場の名前はペドロ4世広場とされたが市民には受け入れられなかった。
1886年から1887年、広場に別の目印が建てられた。鉄道のロシオ駅である（Estação de Caminhos de Ferro do Rossio）。駅はジョゼ・ルイス・モンテイロにより建てられ、リスボン市の重要な交通施設となった。駅は美しいネオ・マヌエリン様式のファサードを持ち、広場の北西に建つ。

## 重要性
ロシオ広場は1世紀の間、リスボン市民の待ち合わせ場所となってきた。詩人マヌエル・マリア・バルボサ・ドゥ・ボカージェが友人と会うのに使った「カフェ・ニコラ」など、カフェや店のいくつかは18世紀から営業している。他の伝統ある店には「パステラリア・スイーサ」があり、リスボンの定番の蒸留酒ジンジーニャが味わえる。マリア2世国立劇場と広場北部の公共庭園は、19世紀の上流階級だけが入れる場所だった。現在、その2つはリスボン市民と観光客に人気がある。
座標: 北緯38度42分50秒 西経9度8分22秒 / 北緯38.71389度 西経9.13944度